# 橫紋肌
橫紋肌（英語：Striated muscle），或稱橫紋肌組織（Striated muscle tissue），是一種肌肉組織，具有重複的功能單元結構，該單元稱為肌小節。顯微圖像顯示肌小節沿著肌肉纖維方向可見條帶狀紋路。橫紋肌有兩種類型：
- 心肌
- 骨骼肌

## 構造
橫紋肌組織具有橫小管，可從肌質網釋放鈣離子。

### 骨骼肌
骨骼肌的構造包含其肌纖維、血管、神經纖維和結締組織。骨骼肌為肌外膜所包裹，使其收縮時可以保持肌肉結構完整。肌束膜將包裹在膠原蛋白和肌内膜中的肌纖維架構成肌束。每條肌纖維均包含肌膜、肌质和肌質網。肌纖維的功能單元稱為肌小節。每條肌纖維由肌動蛋白和肌凝蛋白等肌原纤维組成，重複排列成肌小節。
根據其收縮和代謝表型，骨骼肌可分為慢氧化性（I型）或快氧化性（II型）。

### 心肌
心肌位於心臟的心外膜和心內膜之間。心肌纖維通常只有一個細胞核，位於細胞的中央區域。心肌細胞含有許多粒線體和肌紅蛋白。這些細胞以間盤相互連接，間盤有間隙連接和橋粒。

## 與平滑肌的差異
橫紋肌和平滑肌的主要區別在於橫紋肌組織具有肌小節，而平滑肌組織則沒有。所有橫紋肌都附著在骨骼的某個部位，而平滑肌則是組成中空器官，例如腸道或血管，並未附著於骨骼。橫紋肌的纖維呈圓柱狀，末端呈鈍頭，而平滑肌的纖維為紡錘狀，末端呈錐形。另外兩個可以區分橫紋肌與平滑肌的特徵是橫紋肌細胞具有較多的粒線體、有多核細胞，平滑肌則都是單核細胞。

## 功能
橫紋肌的主要功能是產生力量並收縮。這些收縮可以灌注血液到全身（心肌），或者提供呼吸、身體動作、維持姿勢的力量（骨骼肌）。

### 收縮
心肌的收縮由人體自己的心律調節器細胞啟動。這些細胞會依照來自自主神經系統傳來的信號來增加或降低心率。這種細胞具有自律性，細胞去極化到能誘發動作電位的閾值，其時間間隔決定了心率。細胞可利用間隙連接將去極化傳遞到其他心肌纖維，以便一致地收縮。
來自運動神經元的信號可使肌纖維去極化，讓肌質網釋放鈣離子，鈣離子可驅動肌凝蛋白和肌動蛋白相對運動，使肌小節縮短，產生肌肉收縮。

## 功能不良

### 骨骼肌
- 肌少症
- 多發性肌炎（英语：Polymyositis）
- 皮肌炎
- 包涵體肌炎（英语：Inclusion body myositis）

### 心肌
- 冠狀動脈疾病
- 心律不整
- 心肌病變